# Acid Black Cherry
Pour les articles homonymes, voir ABC.
Acid Black Cherry (souvent appelé aussi ABC) est le projet solo de yasu (林保徳 (Hayashi Yasunori)), chanteur du groupe de musique japonais Janne Da Arc.
Jouant dans le même registre que les compositions de Janne Da Arc période D.N.A, les chansons d'ABC sont dotées d'un son plus heavy. Pour autant, les ballades et les sons plus jazzy, comme pour Black Cherry, ne manquent pas.
Pour ce projet, Yasu a fait appel à des musiciens de renommée, autant pour ses enregistrements studio que pour ses prestations live. On peut ainsi citer Chisato (Penicillin), DAITA (ex-SIAM SHADE), Yuki (DUSTAR-3), AKIHIDE (Breakerz), SHUSE (ex-La'cryma Christi), Jun-ji (ex-Siam Shade), Makoto, Kozo Suganuma, Ikuo, kiyo (Janne Da Arc)...

## Choix du nom du groupe
Alors qu'il aurait pu utiliser son propre nom pour ce projet, Yasu a suivi les conseils de Hyde: en utilisant un nom "neutre", il ne renie pas les apports des personnes collaborant avec lui sur ce projet solo. En partant de cette base, il chercha un nom correspondant à l'âme qu'il voulait donner à ce nouveau groupe, une âme érotique. Son choix se porta donc sur l'acronyme ABC. Au Japon, cet acronyme est une manière un peu vulgaire de décrire les progrès d'une relation. Le A est le baiser, le B le pelotage et le C le sexe. De cet acronyme, il en tira le nom Acid Black Cherry, sachant que cherry est un terme d'argot anglais désignant la virginité d'un homme.

## Histoire
En janvier 2007, Janna Da Arc annonce qu'ils se mettent en pause à la suite des désirs de chacun de ses membres de se lancer dans des carrières solo. Gardant le silence, Yasu prépare son projet solo. Puis en mai, il se lance dans une première tournée secrète dont il s'occupe seul de la promotion. Jouant dans des bars avec pas plus de 10 personnes (il lui est même arrivé de se retrouver sans spectateur), ses prestations finales en rassemblent déjà plusieurs centaines. Il explique ce choix du secret par son envie de revivre l'excitation qu'il avait connu à ses débuts lorsqu'il était encore indie.
C'est en juin, sur le site de Janna Da Arc, que Yasu officialise ses débuts sous le nom d'Acid Black Cherry. Le mois suivant sort le premier single Spell Magic. Avec la sortie du single Black Cherry, grand hit du groupe, Yasu organise deux concerts gratuits réunissant déjà plusieurs milliers de personnes. Après la sortie de deux singles ayant pour face A les ballades Aishitenai et Fuyu no Maboroshi sort enfin le premier album BLACK LIST. ABC part alors en tournée et fait salle comble au Budōkan pour le tournage du DVD live Black List.
Parallèlement, Yasu enregistre un album de reprises de chansons pop des années 1980/90 intitulé Recreation où figurent des titres tels que モノクロームヴィナス (Monochrome Venus) de Satoshi Ikeda,　異邦人 (Ihoujin) de Saki Kubota, ou encore 　濃い一夜 (Koi Hitoyo) originellement interprétée par Shizuka Kudo.
Après la sortie de plusieurs singles assez passe-partout, la sortie de Q.E.D (second album) remet les pendules à l'heure, proposant un vaste panel de genres différents, une atmosphère très travaillée, une technique encore plus poussée et surtout, en tant que concept-album, une histoire et un background très bien ficelés.
Fin 2009, Yasu interrompt sa tournée Q.E.D, car il souffre depuis déjà plusieurs mois de kystes à la gorge. Il décide alors de subir une intervention chirurgicale.
Au printemps 2010, un nouveau single Re:birth est annoncé, et servira pour le jeu Another Century's Episode R. La même année est aussi annoncée la sortie d'un deuxième album de reprises, Recreation 2.
Fin 2011, Yasu offre à ses fans pour Noël quatre surprises dissimulées puis révélées petit à petit. Il a d'ailleurs organisé un concert en plein air, nommé DREAM CUP 2011 (le nom est une référence au bonnet D des soutiens-gorges japonais), qui a été filmé comme pour un DVD puis posté gratuitement sur internet en streaming. Une intention toute particulière pour ses fans dans le monde entier.
En 2012, il participe au groupe temporaire Halloween Junky Orchestra de Hyde à l'occasion de Halloween. Cette année-là correspondant aussi au 5 ans d'ABC. Yasu organisa donc une tournée anniversaire, du 30 novembre au 30 décembre 2012, nommée Erect. Dans la foulée, il fit une concert en duo avec les Breakerz nommée 69-sixtynine au Budōkan.
Alors que pour ses vœux du Nouvel An 2013 Yasu fait part de son envie de se produire en concert à l'étranger, il entame une tournée à travers chaque préfecture du Japon nommée "Shangri-la", d'une durée de plus d'un an. Cette tournée fait partie d'un projet de même nom. Les deux autres pans du projet sont les "Shangri-la Meeting", des rencontres avec les fans, et la sortie de deux nouveaux singles avec les clips associés, "Greed Greed Greed" et 黒猫～Adult Black Cat～ (Kuro Neko ～Adult Black Cat～). En parallèle, il participe de nouveau à la Halloween Party organisée par Hyde au travers de Vamps. Malheureusement sur les trois dates qu'il devait faire, il ne pourra en assurer que deux en raison de problèmes de santé. À l’occasion de cette tournée entre amis, il recrute Ju-Ken, le bassiste support de Vamps lors de leur tournée internationale de 2013.
Alors que Yasu se préparait à sa nouvelle tournée pour la sortie de son album Acid Blood Cherry, le 8 août 2017, son staff annonça l'annulation de la tournée et la mise en pause à durée indéterminée d'Acid Black Cherry. Le chanteur avait une blessure aux vertèbres cervicales l'obligeant à mettre sa carrière en pause et à suivre un traitement médical.
Pour les 50 ans de Yasu, le label LtOVES annonça qu'Acid Black Cherry avait rejoint leur roaster mais si ABC restait toujours en pause. Sous ce tout nouveau label, les albums originaux ont été réédités, des albums de reprises se sont vus ajoutés un morceau et les captions live de sept morceaux acoustiques ont été rassemblés en un album, Acid Black Cherry Live Acoustic Album - Kimi ga iru kara -. Du fait de ce changement de label, les vidéos de la chaîne Youtube d'Acid Black Cherry ont temporairement été retirées.

## Concepts des albums
Yasu élabore chacun de ses albums (hors albums de reprises) comme des histoires.
Black List, le premier album d'ABC, est basé sur les Sept Péchés Capitaux. Il part du principe que chaque êtres humains a en lui les Sept Péchés Capitaux. Chacune des situations amoureuses évoquées dans ses chansons lui permettent d'aborder l'un de ses péchés. Au travers de ses paroles, il montre que cette part de ténèbres en chacun de nous est naturelle.
Q.E.D va plus loin dans la transformation en roman. Sur les 24 pages du livret fourni avec l'album, 11 sont consacrées à des textes additionnels rédigés par Yasu. Cet album a été créé comme un roman policier. Pour résumer, l'intrigue se déroule dans les années 1950 à Los Angeles. Une femme est retrouvée morte dans son appartement par son voisin avocat. Le tueur l'a grimée en Vierge Marie portant le Christ Enfant, donnant par la même le nom de l'Affaire de la Black Maria. Hank Wild, un inspecteur de police surnommé M.. Justice, fut chargé de l'affaire. C'est de ce personnage que provient le nom de l'album. En effet, à chaque résolution d'enquête il prononçait ce mot, Q.E.D. qui signifie en français CQFD. Quelques mois après, un second meurtre possédant quelques-unes des caractéristiques du premier fut commis. Pour l'inspecteur Hank, ces deux meurtres étaient le fait d'un seul et même criminel. Mais comme l'enquête piétinait, un enquêteur du FBI, Mike Quiet, fut envoyé sur les lieux pour prendre l'affaire en main. Bien que Hank et Mike fassent tous les deux partie des forces de l'ordre, leurs caractères étaient antinomiques. Hank était comparé au feu et Mike à la glace. Pour l'enquêteur Mike, les deux crimes étaient le fait de deux personnes. Un troisième meurtre et l'arrestation du coupable lui donna raison peu après.
Quelques mois après que Mike ait pris la direction de l'enquête sur l'affaire de la Black Maria, de nouveaux éléments dans cette affaire parvinrent à Hank : des journaux retrouvés chez la victime dont les lettres L, O, V, E puis H, A, T, E étaient encerclées de rouge. L'inspecteur fit alors amener Richard Blainey au poste de police en qualité de témoin. Mais rapidement, il l'accusa du meurtre. Mike réfuta ses accusations car Richard ne correspondait pas au profil du meurtrier qu'il avait établi. En outre, l'avocat de Richard était le voisin de la victime et premier sur le lieu du crime. La situation se renversa lorsqu'un témoin fut assassiné et que la presse se mit à répandre des rumeurs sur Richard. Hank reprit alors la main et réussit à obtenir les aveux de Richard et fut célébré en héros. Mais est-ce vraiment lui le coupable ?
Yasu a créé cette histoire en se basant sur deux affaires de meurtres s'étant déroulées dans les années 1940 : le Dahlia Noir et le Tueur au Rouge à Lèvre. Par le nom de Black Maria, il fait référence au premier studio de cinéma ainsi qu'au jeu de carte. Mais les références ne s'arrêtent pas là. Il y a des références à la Dame aux camélias ainsi qu'entre autres à El Greco. Yasu a écrit cette intrigue de telle manière qu'au final c'est au lecteur/auditeur de découvrir l'identité du coupable.
2012 est sorti en 2012. Son thème est la vie, et sa portée était d'autant plus profonde que Yasu était en plein dans son écriture lors de l'accident nucléaire de Fukushima. L'album a été réalisé à l'aide de trois éléments clés : le temps présent (c'est-à-dire l'année 2012), les prophéties du calendrier maya (dont certains interprètent comme annonçant la fin du monde pour le 22 décembre 2012) et l'horloge de la fin du monde dite horloge de l'Apocalypse. À travers chaque chanson, Yasu montre des protagonistes qui, qu'importe la dureté des épreuves qu'ils traversent, gardent l'espoir. En résumé, cet album se veut un message d'espoir dans une période noire.
Comme pour l'opus précédent, Yasu a inclus au livret une histoire (14 pages et demi sur les 23 du livret). Contrairement aux albums antérieurs où les portraits du chanteur-compositeur sont présents dans le livret, ici le parti-pris a été de n'utiliser qu'une photo de Yasu en couverture et d’illustrer le contenu avec exclusivement des dessins de l'illustrateur Kohei. Ces dessins réalisés aux crayons et à l'aquarelle pourraient avoir été utilisés pour un livre d’enfant. D'ailleurs, ils illustrent parfaitement le récit.
Pour son récit, Yasu utilise le procédé du récit enchâssé. Le récit encadrant est l'histoire d'une grand-mère essayant de mettre sa petite-fille au lit, pour la convaincre, elle accepte de lui raconter une histoire. Le récit encadré est donc l'histoire de la grand-mère sur le thème choisi par la fillette: la fin des temps. Le personnage principal du récit est un ange aimant chanter et dont le chant rend le sourire aux enfants. Un jour, les adultes, jouant sur la corde sensible de l'amour de l'ange pour les enfants, le convainquirent de leur prêter la Hikaridama conservé au Royaume de Dieu. La Hikaridama est une source d'énergie permettant de transformer la nuit en jour, mais possède aussi une puissance destructrice. Puis les adultes commencèrent à se quereller et refusèrent de rendre la Hikaridama à l'ange. Ce fut ainsi que la destruction du monde se produisit par l'intermédiaire de la Kuroi Ame (Pluie Noire), résultant de la destruction de la Hikaridama. Cette Pluie Noire noircit la blancheur de l'ange. Et d'un ange aimé, il devint un démon, le Diable, haï de tous. Alors qu'il allait abandonner l'humanité, il fit la rencontre d'une fillette. Cette fillette, bien que malade, sourde et aveugle à cause de la Pluie, priait pour que le monde retrouve ses couleurs et les enfants leur sourire. La veille de sa mort, lorsqu'elle se rendit compte que son confident était un ange, elle lui révéla qu'elle avait un troisième vœu : pouvoir vivre, vieillir et se réincarner en animal ou en insecte. À la mort de la fillette, de désespoir et comme Dieu semblait être sourd à ses demandes, l'ange tenta de mettre fin à ses jours en buvant l'eau de la Pluie Noire. Mais l'apparition d'un papillon rappela à l'ange la fillette, puis lui fit réaliser que qui dit papillon dit, fleur, dit nature reprenant ses droits. Une pluie claire lui rendit alors sa blancheur et sa voix. Il décida donc de retourner dans le Royaume de Dieu et de chanter pour les enfants. Puis le récit encadrant reprend apportant la morale de l'histoire : même si la vie est souffrance, elle peut changer, alors que la mort est une destruction irréversible. Le récit prend fin sur l'apparition d'un papillon rouge.
Dans ce récit, Yasu mêle habilement les légendes de Prométhée, de Lucifer et la question du nucléaire. La HikariDama est l'énergie nucléaire, elle nous permet aussi bien d'avoir de l'électricité pour améliorer notre confort quotidien que de produire des bombes éminemment destructrices. D'ailleurs, le terme Kuroi Ame (Pluie Noire) est le terme au Japon pour nommer les pluies radioactives. L'ange apportant la Hikaridama aux Hommes est la reprise du mythe de Prométhée apportant le feu aux Hommes. Concernant Lucifer, tout d'abord Lucifer signifie porteur de lumière. Ensuite selon la légende, Lucifer est l'ange qui apporta la connaissance à l'Homme. En faisant cela, il fut accusé de vouloir se placer au-dessus de Dieu et devint un ange déchu. Puis, il est désigné par le terme de Diable (signifiant "celui qui divise" ou de Satan (signifiant "accusateur"). On retrouve ce rapport avec la couleur de l'ange après la catastrophe : noir, et par le terme utilisé par l'auteur pour le décrire "悪魔みたいになった天使" (l'ange à l'apparence d'un akuma, akuma voulant dire en japonais Diable, démon ou Satan). Le choix du papillon n'a pas été fait non plus au hasard. Au Japon, le papillon est le symbole de la femme mais aussi et surtout de l'âme d'un mort. Le rouge est une couleur protégeant contre les démons et la maladie.
L, dont la sortie est prévue en 2015, portera de nouveau sur un autre sujet. Il sera alors question de la biographie d'une femme nommée L dont la vie a pour thème central l'amour. Cet album est l'occasion pour Yasu de publier un livret d'une centaine de pages ne comptant que son récit et qui accompagnera l'album. C'est ici le parfait équilibre entre les choix qu'il avait pris pour ses précédents albums Q.E.D. et 2012 et celui qu'il avait fait pour l'album Another Story de Janne Da Arc (le livre avait été publié à part de l'album).
À noter que quatre chansons éditées dans ces trois albums n'étaient au départ pas créées pour correspondre à chacun des concepts. La chanson Dragon Carnival de Black List a été originellement écrite en référence au jeu Monster Hunter dont Yasu est un joueur assidu. Murder Licence de Black List, Code Name: Justice et Jigsaw de Q.E.D. ont, elles, été écrites en hommage au jeu Devil May Cry.
Acid Blood Cherry, sorti en 2017, cet album prend le contrepied du processus créatif des albums d'Acid Black Cherry. Ce n'est plus Yasu qui crée ses morceaux de A à Z. Cette fois, il ne prend que le rôle de chanteur. Il a confié la composition et l'écriture des paroles à une sélection d'amis avec qui il voulait travailler. Cela donne un album plus métal que ces albums habituels.

## Les reprises
Alors que le premier single d'Acid Black Cherry contenait déjà une reprise en Face B, ce n'est qu'à partir du deuxième single que la reprise sur la Face B devint une marque de fabrique. Mais bien que Yasu aime faire des reprises, ce choix ne vint pas de lui, ce fut une idée de son staff pour donner l'image de plus grandes possibilités d'action en étant un projet solo.
Le problème de ces Face B était que dès le départ il n'était pas prévu de les inclure dans les albums. Après mures réflexions et ne voulant pas gâcher le travail effectué sur les reprises, le choix fut fait de créer des albums ne contenant que des reprises. Par contre, contrairement aux albums, les albums de reprises n'éditent pas les morceaux dans l'ordre d'apparition au sein des singles. Certains voient passer deux albums de prises avant d'y être intégrés. D'autres morceaux ont été directement publiés dans les albums de reprises.
Le nom choisi fut Recreation dans le sens récréation et dans celui de re-création. Yasu sélectionne les chansons qu'il reprend suivant leur importance dans l'histoire de la musique pop-rock japonaise (il souhaite être un lien de transmission), suivant leur potentiel intérêt au karaoke (le karaoke est extrêmement populaire au Japon), mais surtout en fonction des morceaux qu'il apprécie.

## L'imagerie d'ABC
Depuis ses débuts, Acid Black Cherry a créé une double identité visuelle. Celle-ci se retrouve en particulier au travers des clips. D'ailleurs, le premier clip et premier morceau sorti, Spell Magic, pose les bases de cette double identité.
Dans le clip Spell Magic, Yasu et ses musiciens participent à une audition chez le groupe Avex sous les traits de dignes clichés d'otakus (chemise enfouie dans un jean remonté jusqu'à la taille, sac à dos d'écolier ou sac banane, appareils photos, lunettes, gestes raides, peu assurés, etc.). Mais dès qu'ils se mettent à jouer, ils se transforment en un groupe au sex-appeal tel qu'ils envoûtent les membres du jury. Au fil des clips, on retrouvera donc soit l'image d'un groupe sexy, sérieux soit l'image d'otakus. La majorité des clips sont d'ailleurs tournées en deux versions. Certains clips mélangent de nouveau ces deux images mais avec de légères modifications. 20＋∞Century Boys est l'un de ces clips. Ici, le clip commence sur un Yasu grimé un otaku mais version féminine (ce personnage a d'ailleurs été baptisé Yasuko) rejoint par ses musiciens eux aussi grimés en femmes otakus. Ce petit groupe devise sur les derniers goodies Acid Black Cherry qu'elles ont acheté en attendant l'arrivée des membres d'ABC pour le concert.
Le clip Greed Greed Greed poursuit l'histoire débutée dans Spell Magic et qui se continuait dans 冬の幻 (Fuyu no Maboroshi). Cette fois-ci, le groupe d'otakus va faire ses débuts sur scène. Lors des répétitions, leur producteur les présente à la tête d'affiche, les Sweet White Strawberry (SWS). Les S.W.S ont tout du groupe arrogant à la musique "commerciale". Lors du C.M. d'un des concerts de la tournée Shangri-la, Yasu expliqua que le clip raconte un évènement qui lui était réellement arrivé lors de sa tournée secrète.
L'histoire du clip 未来予想図Ⅱ (Mirai Yosouzu II) reprend l'histoire vraie de deux personnes ayant découvert leur amour commun pour le groupe Acid Black Cherry et étant tombés amoureux. L'homme profita que le groupe jouait le titre Yes lors d'un concert pour faire sa demande en mariage. Le clip suit donc l'évolution de cette histoire d'amour émaillée par l'évolution d'ABC. Un récit romantique, sérieux. Sauf qu'en arrière-plan se joue la parodie avec Yasuko et le personnage otaku de Jun-ji. Yasu a rajouté un troisième niveau de lecture à son clip. Afin d'amuser ses fans, il s'est dissimulé parmi les figurants. Yasu a donc réussi à faire un clip qu'on regarde encore et encore pour découvrir le moindre détail que l'on aurait manqué.

## Réception auprès du public

### CD
Albums
De ses 6 albums, Acid Black Cherry a réussi à en placer 5 dans le top 3 de l'Oricon. Recreation 2 n'a atteint que la 7e place. Mais avec 2012, Yasu atteint pour la première fois de sa carrière la première place du classement. En outre, cet album devient Disque d'Or en mars 2012.
2012 est aussi leur premier album vendu dans deux pays asiatiques en dehors du Japon.
Antérieurement, l'album Black List est devenu Disque d'Or en avril 2008 , et l'album Q.E.D. en octobre 2009 
Singles
Tous les singles d'Acid Black Cherry sont entrés dans le top 5 de l'Oricon hebdomadaire. Sur ces 20 singles, 6 ont atteint la deuxième place. Mais la première plus grosse vente de singles en une semaine fut "Yes" en janvier 2012 avec 54 435 copies vendues bien qu'il ne se classe qu'à la 3e place. Le single suivant "Greed Greed Greed" sorti en août 2013 atteint la 4e place mais se vend cette semaine-là à 58 017 exemplaires ,. Ce record fut battu dès le mois de novembre avec le single "Kuro Neko-Adult Black Cat" qui a été vendu à 59 714 exemplaires dès sa première semaine (3e place) et a atteint la 3e place du Chaku-uta. Il a même atteint la 1re place du classement quotidien des téléchargements de Recochoku, et 3e au classement hebdomadaire . Par contre, la ballade Kimi ga inai, ano Hi kara... ne s'est vendue qu'à 57 075 exemplaires lors de sa première semaine bien qu'ayant atteint la seconde place de l'Oricon.
Yes est aussi la chanson qui a été la plus demandé en 2012 d'après le classement "2012 USEN Yearly Ranking" ,. Le titre est devenu Disque d'Or des ventes digitales en février 2013 .
Et pour "Fuyu no Maboroshi", le titre est devenu Disque d'Or des ventes digitales en mai 2012 . "Aishitenai" était Disque d'Or depuis juin 2011 et "Nemuri Hime" depuis avril 2012.
La chanson Re:birth, en plus d'avoir été utilisée pour un jeu vidéo, est la première chanson japonaise utilisée pour une publicité de Taiwan Suzuki .

### Concerts
La carrière d'Acid Black Cherry a commencé en 2007 par des concerts dans des livehouse et afin d'éviter tout parasitage dû à la renommée de son groupe précédent, Yasu décida de la réaliser sous le sceau de l'anonymat. Cette tournée dite secrète se composa de 14 concerts répartis entre le 6 mai et le 10 juin 2007. Ils rassemblèrent plusieurs dizaines de personnes sauf à Fukui où l'audience fut absente. Ils terminèrent cette tournée par un concert à la gare de Sinjuku le 10 mai qui rassembla 5 000 personnes. Puis, ils enchainèrent avec trois concerts gratuits à Tokyo, Nagoya et Osaka qui rassemblèrent 3 millions de personnes.
Pour le concert du 23 mars 2008 au Nippon Budokan de Tokyo, la salle fut mise en position 360°, disposition assez rare pour des groupes. Cela n'empêcha pas la vente des 14 201 places entrainant un sold-out.
En 2011, Yasu planifie de nouveau trois concerts gratuits (Tokyo, Osaka et Nagoya). En outre, le concert du 23 juillet a été retransmis sur GyaO et Ustream pour pallier le manque de places dû à une forte demande (160 000. Puis il avait été prévu de le mettre en téléchargement durant neuf jours avec une limite de 40 000 chargements. Mais cette limite a été atteinte moins de 24h.
Les billets de la tournée 2012 se sont vendus en quelques minutes dès leur mise à disposition le 7 avril 2012. Pour le concert Erect, les 13 291 places sont parties dans la journée .
Les billets deviennent alors de plus en plus difficiles à obtenir. Pour essayer de pallier la situation, Yasu lance le Projet Shangri-la: une tournée à travers tout le Japon pendant presque un an. Mais là encore, les concerts furent quasiment tous sold-out comme celui du 21 novembre au Osaka International Convention Center (3 000 places),.

### Situation en France
Jusqu'à présent les ventes physiques d'Acid Black Cherry ne se font en France qu'en import, entre autres à travers la version internationale de la boutique en ligne d'Avex, Mu-mo. Mais le groupe a permis la vente numérique internationale de ses chansons et albums, comme par exemple, avec ITunes.
Acid Black Cherry ainsi que sa maison de disque ont donné d'autres preuves de leur volonté de s'exporter. Le premier timide pas a été fait en décembre 2009 avec l'autorisation de diffusion du clip de "Yasashii Uso" sur la chaîne française Nolife. Puis en 2013, la maison de disque envoie à la chaîne le tout nouveau clip "1/3 no junjō na kanjō (1/3 size ver.)". À partir d'octobre de la même année, les choses s'accélèrent et la chaîne obtient l'autorisation de diffusion de sept autres clips du groupe. Au début de l'année 2015, Nolife a donc l'autorisation de diffusion pour 10 clips d'Acid Black Cherry, cette autorisation s'accompagnant d'une autorisation à sous-titrer et traduire les saynètes qu'on retrouve, par exemple, dans le clip de "Greed Greed Greed". Une diffusion sur Nolife signifie pour un clip de musique japonaise d'être proposé aux votes pour faire partie du top 20 du J-Top de la chaîne et passer classique. Le clip de "1/3 no junjō na kanjō (1/3 size ver.)" est passé classique en 5e place le 1er février 2014. Et depuis le 1er mars 2013, le clip de "Spell Magic" est dans le top 40 . En outre, "1/3 no junjō na kanjō (1/3 size ver.)" a été classé 47e du J-Top de l'année 2013 et "Spell Magic" à la 7e place du J-Top de l'année 2014. Lors du J-Top no 311, un second clip d'Acid Black Cherry, "Spell Magic", fait son entrée dans le top 20. Ce titre est passé Classique à la 6e place lors du J-Top 317. Dix J-Tops plus tard, c'est à "Greed Greed Greed" de faire son entrée dans le J-Top à la 19e place. Après avoir passé tous les J-Top provisoire de l'été 2015 à la 4e place, c'est à cette même place que le clip passe classique pour le J-Top n°333 (premier J-Top de la rentrée 2015) juste derrière des poids-lourds (Man With a Mission, Kyary Pamyu Pamyu, Perfume). Le 7 mai 2016, c'est un nouveau classique pour le groupe avec "Black Cherry" atteignant la 7e position du J-Top  et en janvier 2017, "Jigsaw" termine sa course à la 6e place.

## Line-up

### Musiciens studios
Chant: Yasunori Hayashi
Guitare: YUKI (DUSTAR-3 (ja)), HIRO (Libraian (ja), La'cryma Christi (en)), DAITA (ja) (ex-Siam Shade), Sugizo, Akihide (Breakerz), Juon (Fuzzy Control (ja)), You (Dead End), Leda (ex-Deluhi), Rolly
Guitare additionnelle: Noriyoshi Matsushita
Basse: SHUSE (La'cryma Christi (en)), IKUO, Joe (Fuzzy Control (ja))
Batterie: Jun-ji (ex-Siam Shade), Kozo Suganuma, MAKOTO, Satoko (Fuzzy Control (ja)), Yamazaki Kei (ja) (Venomstrip)
Cordes: Murayama-Kiriyama Strings, Masatsugu Shinozaki Strings, Noriko Satomi (violon), Tomoyuki Asakawa (harpe)
Piano: Satoshi Mishiba (ja), Rose Takano
Clavier: Yasunori Hayashi, kiyo (Janne Da Arc), Noriyoshi Matsushita
Cuivre: Pistol Valve (en), Noriko Takaichi (flûte), Satoshi Shoji (hautbois), Yumiko Itoi (clarinet), Masashi Maeda (basson), Hiroyuki Minami (cor), Sumiharu Arima (cor), Yo Okamura (cor), Atsushi Doyama (cor), Koji Nishimura (trompette), Mitsukuni Kohata (trompette), Eijiro Nakagawa (trombone), Hiroko Sato (trombone), Takuo Yamamoto (saxophone)

## Discographie

### Clips
L (Album non sorti, sans titre pour le moment)
- Greed Greed Greed
- 黒猫～Adult Black Cat～ (Kuro Neko ～Adult Black Cat～?)
- 君がいない、あの日から… (Kimi ga inai, ano Hi kara...?)
- Incubus

Black List
- Spell Magic (deux versions)
- Black Cherry (deux versions)
- 愛してない (Aishitenai?)
- 冬の幻 (Fuyu no Maboroshi?) (deux versions)

Recreation
- 恋一夜 (Koi Hitoyo?)

Q.E.D.
- 20＋∞Century Boys (deux versions)
- ジグソー (Jigsaw?) (deux versions)
- 眠り姫 (Nemurihime?)  (deux verions)
- 優しい嘘 (Yasashii Uso?) (deux versions)

Recreation 2
- 会いたい (Aitai?)

2012
- Re:birth (deux versions)
- 少女の祈りII (Shoujo no Inori II?) (deux versions)
- ピストル (Pistol?) (deux versions)
- シャングリラ (Shangri-La?) (deux versions)
- 蝶 (Chou?) (deux versions)
- Crisis (deux versions)
- イエス (Yes?) (deux versions)

Recreation 3
- 未来予想図Ⅱ (Mirai Yosouzu II?)
- 1/3の純情な感情 (1/3 no Junjou na Kanjou?)

L
- 君がいない、あの日から… (Kimi ga inai, ano Hi kara...?)
- Greed Greed Gredd
- 黒猫 〜Adult Black Cat〜 (Kuro Neko - Adult Black Cat?)
- Incubus

### DVD
- 2008 : Acid Black Cherry 2008 tour Black List.
- 2010 : Acid Black Cherry 2009 tour Q. E. D.
- 2011 : 2010 Live "Re:birth"
- 2012 : Acid Black Cherry tour 『２０１２』
- 2013 : Acid Black Cherry 5th Anniversary Live “Erect"
- 2016 : 2015 livehouse tour S－エス－
- 2016 : Acid Black Cherry 2015 arena tour Ｌーエルー
- 2017 : Acid Black Cherry 10th Anniversary Live History- Best-

### Autres
- jealkb - ROSES (16.05.2007, "D.D.D")
- Karaage!! (25.02.2008, "Fuyu no Maboroshi")
- kiyo - ARTISAN OF PLEASURE (25.06.2008, "Tears")
- 20-nen 200 Kyoku (23.07.2008, "SPELL MAGIC")
- 20years 200hits Complete Best + a LOVE HiQualityCD EditionBOX (04.03.2009, "SPELL MAGIC")
- Hayate - Haya! ~Hayauta NON STOP Mega Mix~ (11.03.2009, "20+∞Century Boys")
- Siam Shade Tribute (27.10.2010, "1/3 no Junjou na Kanjou")
- SIAM SHADE Tribute vs Original (27.10.2010, "1/3 no Junjou na Kanjou")
- Parade II -Respective Tracks of Buck-Tick (04.07.2012, "Romanesque (EP)|Romanesque")
- Halloween Junky Orchestra, Halloween Party (17.10.2012).
- Supervision du design d'un lance-flingue du jeu Monster Hunter[11].